# Декурія
Декурія (лат. decuria, від  decem — «десять») — термін з історії Стародавнього Риму. Залежно від контексту має різні значення.

## В управлінні
Декурія — група з 10 осіб, на які ділилися курії патриціїв, вершників, сенаторів. Утім, число членів декурії не завжди дорівнювало десяти. Декуріями також звали суддівські корпорації, за часів імператора Августа їх було 4, з числом членів близько 4000. Голова декурії звався декуріоном.

## У римській армії
Декурія — найменший підрозділ у кінноті, який складався з 10 осіб. Три декурії складали турму. Командир військової декурії також звався декуріоном, у турмі їх було три, причому старший з них вважався і командиром турми.